# Tobias Eder
Tobias Eder (4. března 1998 Tegernsee – 29. ledna 2025) byl německý hokejový útočník. Naposledy působil v týmu Eisbären Berlin z Deutsche Eishockey Liga (DEL). Dříve nastupoval za týmy EHC Red Bull Mnichov a Düsseldorfer EG. Jeho starší bratr Andreas je rovněž profesionálním hokejistou.

## Kariéra
V juniorské kategorii hrál za TEV Miesbach a od léta 2010 za EC Bad Tölz. V průběhu sezony 2013/14 byl povolán do klubového výběru U19, který působil v německé lize juniorů (DNL). Zde se v sezoně 2014/15 stal nejlepším střelcem předkola ligy. Byl také nejlepším střelcem jižní skupiny a na konci sezony vyhlášen hráčem roku.
Následně se stal hráčem klubu EHC Red Bull Mnichov, ale i nadále trénoval v EC Bad Tölz. V sezóně 2015/16 debutoval v hlavním týmu EC Bad Tölz ve třetí lize. V pozdějších letech byl pravidelně posílán po týmech v nižších ligách a zahrál si i juniorskou ligu ve Finsku.
V sezóně 2018/19 si poprvé vydobyl místo v klubu EHC Red Bull Mnichov. Mimo to byl vypůjčen do týmu SC Riessersee. 
V květnu 2019 podepsal dvouletou smlouvu s týmem Düsseldorfer EG. I přes bodově horší začátky smlouvu nakonec prodloužil a stal se kmenovým hráčem klubu.
V dubnu 2023 se dohodl na smlouvě s týmem Eisbären Berlín, se kterým následně získal i titul.

## Reprezentace
Již od mládežnických kategoriích byl častým účastníkem mezinárodních akcí a mistrovství světa.
V rámci seniorské reprezentace byl v sezóně 2020/21 pozván do týmu v rámci přípravy na Mistrovství světa v roce 2021. Turnaje se však nezúčastnil. Útočník poprvé nastoupil za německý tým na Mistrovství světa v ledním hokeji v Praze, kde ve třech zápasech vstřelil jeden gól.

## Nemoc a smrt
V srpnu 2024 mu byl při běžném vyšetření diagnostikován zhoubný nádor. Eder přerušil kariéru a započal léčbu. Jeho zdravotní stav se ale nelepšil. Zemřel 29. ledna 2025 ve věku 26 let.

## Úspěchy a ocenění
- německý žákovský šampion s EC Bad Tölz (2013)
- nejlepší střelec předkola Bundesligy žáků (2013)
- nejlepší střelec play-off ligy žáků (2013)
- mistr Německa kategorie žáků s EC Bad Tölz (2014)
- hráč roku DNL (2015)
- nejlepší střelec předkola DNL, skupina jih (2015)
- vicemistr Německa s EHC Red Bull Mnichov (2019)
- mistr Německa s Eisbären Berlín (2024)